# Melitsina Staniuta
Melitsina Staniuta (Minsk; 15 de noviembre de 1993) es una gimnasta rítmica bielorrusa, ganadora de un total de catorce medallas en los Campeonato Mundial de Gimnasia Rítmica desde el año 2009, que se celebró en la ciudad japonesa de Ise (Mie) y las últimas fueron en el Mundial de 2015 que se celebró en la ciudad alemana de Stuttgart.